# 20461 ديوريتسا
20461 ديوريتسا /daɪ.əˈrɛtsə/ /daɪ.əˈrɛtsə/ هو قنطور ودموكلويد على مدار عكسي يشبه المذنبات من النظام الشمسي الخارجي . تم اكتشافه في 8 يونيو 1999 من قبل أعضاء فريق LINEAR في موقع الاختبار التجريبي لمختبر لينكولن بالقرب من سوكورو، نيو مكسيكو، بالولايات المتحدة الأمريكية. يبلغ قطر هذا الجرم الغريب - شديد الانحراف المركزي - حوالي 14 كيلومتر (8.7 ميل) . تم تسميته ديوريتسا ، وهو اسم مشتق من كلمة "كويكب".

## التصنيف والمدار
كويكب ديوريتسا هو أحد أعضاء مجموعة داموكلويدات ، ذو مدار تراجعي و T "للمشتري "سلبي يبلغ −1.547. وهو أيضًا قنطور ، حيث أن مداره يحتوي على محور شبه رئيسي يقع بين محور المشتري 5.5  وحدة فلكية ونبتون 30.1  وحدة فلكية عن الشمس . يصنفه مركز الكواكب الصغيرة كجرم بالغ الأهمية وكوكب صغير غير عادي (آخر) بسبب انحراف مداري يزيد عن 0.5.
يدور حول الشمس على مسافة بين 2.4 إلى 45.4 وحدة فلكية مرة كل 116 سنة و10 أشهر (42686 يومًا)؛ محور شبه رئيسي يبلغ 23.9 وحدة فلكية . مداره له انحراف مركزي قدره 0.90 ؛ وميل قدره 160 درجة بالنسبة إلى مسار الشمس .
بدأ قوس المراقبة الخاص به قبل 12 شهرًا من اكتشافه الرسمي، مع صورة ما قبل الاكتشاف التي التقطتها مركبة سبيس ووتش من مرصد ستيوارد في يونيو 1998. وبواقع عام 2021 فقد رٌصد آخر مرة في عام 2000 وما زال مداره يؤول إلى درجة عدم يقين تبلغ 2.

### مدار تراجعي
ديوريتسا هو أول جرم سماوي بعيد ذو مدار عكسي (بالنسبة لمدارات الكواكب) يتم اكتشافه على تلك الحالة مع 1999 LE31 . إن الميل الذي يزيد عن 90 درجة يعني أن الجسم يتحرك في مدار تراجعي . مدار ديوريتسا يشبه مدار المذنب . وقد أدى هذا إلى التكهن بأن ديوريتسا كان في الأصل جسمًا من سحابة أورت . 

## التسمية
اسم الكويكب ديوريتسا "Dioretsa" يعني كلمة " كويكب " مكتوبة للخلف ( anadrome )، وهو أول كوكب صغير مرقم من بين 136 كويكب معروف حتى الآن (انظر قاعدة بيانات البحث في مركز الكواكب الصغيرة) له حركة تراجعية في النظام الشمسي . تم نشر الاستشهاد المعتمد للتسمية بواسطة مركز الكواكب الصغيرة في 1 مايو 2003 ( M.P.C. 48396 ).

## الخصائص الفيزيائية
وفقًا للمشاهدات التي اجريت باستخدام تلسكوب كيك الذي يبلغ قطر مرآته 10 أمتار، يبلغ قطر ديوريتسا 14 كيلومترًا، كما أن سطحه يتصف ببياض منخفض يبلغ 0.03. يبلغ قدره المطلق 13.8. اعتبارًا من عام 2018 ، لا يزال النوع الطيفي لديوريتسا وكذلك فترة دورانه وشكلها غير معروفين.

## روابط خارجية
- 20461 ديوريتسا ، بيانات عن أجسام صغيرة
- قاعدة بيانات منحنى ضوء الكويكبات (LCDB) ، نموذج الاستعلام ( المعلومات نسخة محفوظة 16 December 2017 على موقع واي باك مشين. )
- قاموس أسماء الكواكب الصغيرة ، كتب جوجل
- ظروف الاكتشاف: الكواكب الصغيرة المرقمة (20001) - (25000) - مركز الكواكب الصغيرة
- 20461 ديوريتسا في قاعدة بيانات مختبر الدفع النفاث لأجرام النظام الشمسي الصغيرة

- الاكتشاف · مخطط المدار ·  العناصر المدارية · المعلمات المادية